# المجلس الأعلى للتربية والتكوين والبحث العلمي
المجلس الأعلى للتربية والتكوين والبحث العلمي مؤسسة دستورية ذات طابع استشاري يترأسها الملك بموجب الفصل 32 من دستور المملكة المغربية. تمت إعادة تنظيم المجلس الأعلى للتعليم بمقتضى الظهير الشريف رقم 1.05.152 الصادر في 11 من محرم 1427، الموافق ل 10 فبراير2006. يتألف من ممثلين عن كافة القطاعات والفاعلين المعنيين بمسألة التربية والتكوين، إذ يضم، بالإضافة إلى أعضاء معينين لشخصهم، باعتبار كفاءتهم في ميدان التربية والتكوين أو لصفتهم، أعضاء ممثلين لمجلسي البرلمان، وأعضاء ممثلين للنقابات التعليمية وللموظفين والمشغلين وآباء التلاميذ والمدرسين والطلبة والتلاميذ والجمعيات العاملة بقطاعات التربية والتكوين.

## مهام المجلس وصلاحياته
يتولى المجلس، طبقا لأحكام الفصل 168 من الدستور. باعتباره هيئة استشاريةّ، مهام إبداء الرأي في كل السياسات العمومية، والقضايا ذات الطابع الوطني، التي تهم ميادين التربية والتكوين والبحث العلمي، وكذا بشأن أهداف المرافق العمومية المكلفة بهذه الميادين، وسيرها، والمساهمة في تقييم السياسات والبرامج العمومية المرتبطة بها.
ولنفس الغرض، يمارس المجلس حسب المادة الثانية من الباب الثاني من القانون رقم 105.12 الصلاحيات الآتية:
- إبداء الرأي في كل قضية من القضايا المتعلقة بالمنظومة الوطنية للتربية والتكوين والبحث العلمي، التي يعرضها عليه الملك من أجل ذلك.
- إبداء الرأي في القضايا ذات الصلة بالاختيارات الوطنية الكبرى التي تحيلها الحكومة، وكذا التوجهات العامة، والبرامج والمشاريع ذات الأهمية الخاصة المتعلقة بقطاعات التربية والتكوين المهني والبحث العلمي.
- إبداء الرأي لفائدة الحكومة والبرلمان، بشأن مشاريع ومقترحات القوانين والقوانين التنظيمية والنصوص التنظيمية، التي يعرضها عليه من أجل ذلك رئيس الحكومة أو رئيس مجلس النواب أو رئيس مجلس المستشارين حسب كل حالة، سيما مشاريع ومقترحات القوانين التي تضع إطارا للأهداف الأساسية للدولة في ميادين التربية والتكوين والبحث العلمي.
- إنجاز تقييمات شمولية أو قطاعية أو موضوعاتية للسياسات والبرامج العمومية في مجالات التربية والتكوين والبحث العلمي ونشر نتائجها.
- إعداد دراسات وأبحاث بمبادرة منه، أو بناء على طلب من الحكومة، بشأن كل مسألة تهم التربية والتكوين والبحث العلمي أو تتعلق بتسيير المرافق العمومية المكلفة بها.
- تقديم كل مقترح للحكومة من شأنه:
  - الإسهام في تحسين جودة المنظومة الوطنية للتربية والتكوين، وضمان إصلاحها، والرفع من مردوديتها، وتطوير أدائها.
  - تشجيع سياسات تطوير بنيات البحث العلمي، ودعما، وتحفيز الباحثين العاملين بها، على الإبداع والابتكار.
  - إقامة علاقة شراكة وتعاون مع القطاعات والمؤسسات والهيئات على الصعيدين الوطني والدولي في مجال اختصاصه.
  - أن يدلي المجلس برأيه في القضايا والمشاريع والمقترحات والبرامج المحالة إليه بموجب المادة الثانية من هذا القانون، خلال أجل لا يتجاوز شهرين يسري ابتداء من تاريخ توصله بها.

وحسب المادة 5، وتطبيقا لأحكام الفصل 160 من الدستور. يقدم المجلس تقريرا عن حصيلة وآفاق عمله كل سنة على الأقل، ويرفع رئيس المجلس هذا التقرير إلى الملك، ويوجهه إلى رئيس الحكومة ورئيس مجلس النواب ورئيس مجلس المستشارين، ويكون موضوع مناقشة أمام البرلمان. وينشر هذا لتقرير بالجريدة الرسمية.

## تأليف المجلس
يتألف المجلس، حسب المادة 7 علاوة على الرئيس الذي يعين من قبل الملك لمدة خمس سنوات قابلة للتجديد مرة واحدة، من أعضاء يراعى في تعيينهم السعي إلى تحقيق مبدأ المناصفة بين الرجال والنساء طبقا لأحكام الفصل 19 من الدستور، ويتوزعون كالآتي:
- فئة الخبراء والمتخصصين:

تتألف هذه الفئة من 20 عضوا يعينهم الملك من بين الشخصيات المشهود لها بالخبرة والكفاءة والتخصص في مجالات التربية والتكوين والبحث العلمي.
- فئة الأعضاء المعينين لصفتهم:

وتتألف هذه الفئة الآتي بيان دكرها من:
- - أعضاء الحكومة المكلفين بالقطاعات الآتية:
    - التربية الوطنية والتكوين المهني.[7]
    - التعليم العالي والبحث العلمي وتكوين الأطر.
    - الأوقاف والشؤون الإسلامية.[8]
    - الثقافة
    - القطاع المكلف بالمغاربة المقيمين في الخارج وشؤون الهجرة.[9]

  - الشخصيات الممثلة لبعض الهيئات والمؤسسات:
    - الكاتب العام للمجلس العلمي الأعلى.[10]
    - المندوب الوزاري لحقوق الإنسان.[11]
    - أمين السر الدائم لأكاديمية الحسن الثاني للعلوم والتقنيات.[12]
    - رئيس أكاديمية محمد السادس للغة العربية.[13]
    - عميد المعهد الملكي للثقافة الأمازيغية.[14]
    - مدير مكتب التكوين المهني وإنعاش الشغل.[15]
    - مدير المركز الوطني للبحث العلمي والتقني.[16]
    - رئيس مؤسسة محمد السادس للنهوض بالأعمال الاجتماعية للتربية والتكوين.[17]
    - مدير الوكالة الوطنية لمحاربة الأمية.[18]

## أجهزة المجلس
حسب المادة 11، وعلاوة على الرئيس، يتكون المجلس من الهيئات الآتية:
- الجمعية العامة.
- مكتب المجلس.
- الأمين العام.
- اللجان الدائمة.
- الهيئة الوطنية لتقييم منظومة التربية والتكوين والبحث العلمي.
- لجان مؤقتة أو مجموعة عمل خاصة طبقا لمقتضيات المادة 12 بعده.[19]

## مهام الجمعية العامة
تتداول الجمعية العامة طبقا للمادة 21 من هذا القانون، في كل القضايا المعروضة على المجلس من قبل الملك، أو المحالة إليه من طرف الحكومة أو البرلمان، وكذا في كل القضايا التي يدرجها المجلس تلقائيا في جدول أعماله.
واستنادا على ذلك؛ تصادق الجمعية العامة على مشروع برنامج العمل السنوي للمجلس ومشروع ميزانيته.
تتداول في مشاريع الآراء والتقارير والتوصيات المعروضة عليها من لدن لجان المجلس ومجموعات العمل الخاصة.
تبت في مآل نتائج وخلاصات أشغال اللجان ومجموعات العمل الخاصة والهيئة الوطنية لتقييم منظومة التربية والتكوين والبحث العلمي.
تقوم الجمعية العامة بانتخاب أعضائها في هيئات المجلس وفق الكيفيات المحددة في النظام الداخلي.
إحداث لجان مؤقتة أو مجموعات عمل خاصة لتكليفها بدراسة موضوع معين يدخل ضمن مهامه وصلاحياته، على أن لا تتداخل مهامها مع اختصاصات اللجان الدائمة أو الهيئة الوطنية لتقييم منظومة التربية والتكوين والبحث العلمي المحدثة بموجب هذا القانون.

## مكتب المجلس
حسب المادة 13، يتألف مكتب المجلس، علاوة على الرئيس، من تسعة أعضاء يمثلون الفئات الثلاث المكونة للمجلس، تنتخبهم الجمعية العامة من بين أعضائها لمدة سنتين ونصف قابلة للتجديد مرة واحدة، ويحدد النظام الداخلي للمجلس كيفيات هذه الانتخابات.

## كيفيات تسيير المجلس
حسب المادة 19، يرأس رئيس المجلس الجمعية العامة ومكتب المجلس، ويتولى الإشراف العام على شؤون المجلس، واتخاذ كافة التدابير اللازمة لضمان تدبيره وحسن سيره، ولا سيما:
- حصر جدول أعمال دورات المجلس بالتشاور مع مكتب المجلس.[20]
- دعوة أعضاء المجلس للاجتماع في الدورات العادية والاستثنائية.
- إبلاغ نتائج أشغال المجلس إلى السلطة التي طلبت منه الرأي والسهر على تتبع مآلها.
- تنسيق أعمال اللجان ومجموعات العمل الخاصة والهيئة الوطنية لتقييم منظومة التربية والتكوين والبحث العلمي.
- إعداد وتنفيذ الميزانية السنوية للمجلس، التي تجدد توقعات المداخيل والنفقات السنوية للمجلس ولهيئاته.
- تمثيل المجلس أمام القضاء ولدى باقي السلطات والإدارات العمومية والأغيار، والمنظمات، والمؤسسات الأجنبية، أو الدولية.
- إبرام اتفاقيات للشراكة والتعاون باسم المجلس مع القطاعات والمؤسسات والهيئات على الصعيدين الوطني والدولي في مجال اختصاصه.[21]

## التنظيم المالي والإداري للمجلس
حسب المادة 24، يتمتع المجلس، بصفته هيئة للحكامة الجيدة، بكامل الأهلية القانونية والاستقلال المالي.
يحدد تنظيم واختصاصات المصالح الإدارية للمجلس بقرار من رئيسه بعد استشارة المكتب.
حسب المادة 25، يعهد بأعمال سكرتارية المجلس إلى أمين عام يعين بظهير، بحيث يتولى مساعدة الرئيس في مهامه، وبهذه الصفة يسهر على تسيير إدارة المجلس وتدبير شؤون الموظفين، وفقا للتفويض المخول له من قبل رئيس المجلس.
ويقوم علاوة على ذلك بإعداد الوثائق والمستندات المتعلقة باجتماعات المجلس ومسك محاضره، كما يعتبر مسؤولا عن مسك وحفظ بيانات وتقارير وملفات ومحفوظات المجلس، ويساهم في تنسيق أشغال اللجان ومجموعات العمل الخاصة المحدثة لدى المجلس والهيئة الوطنية لتقييم منظومة التربية والتكوين والبحث العلمي.
كما يشارك الأمين العام في أشغال المجلس وفي أشغال مكتبه بصفة استشارية.

## نصوص منظمة
- خطب صاحب الجلالة الملك محمد السادس، مقتطفات متعلقة بالتربية والتكوين والبحث العلمي.[22]
- ظهـير شريف رقم 1.14.100 صادر في 16 مــن رجب 1435 (16 ماي 2014)، بتنفيذ القانون رقم 105.12 المتعلق بالمجلس الأعلى للتربية والتكوين والبحث العلمي.[23]
- الظهير رقم 1-11-91 من 27 شعبان 1432 بإصدار نص الدستور.[24]
- الظهير الشريف رقم 1.05.152 الصادر في 11 محرم 1427 ، القاضي بإعادة تنظيم المجلس الأعلى للتعليم.[25]
- الجريدة الرسمية عدد 6257 بتاريخ 19 رجب 1435 (19 ماي 2014).[26]
- الميثاق الوطني للتربية والتكوين.[27]
- الرؤية الاستراتيجية للإصلاح 2015-2030: من أجل مدرسة الإنصاف والجودة والارتقاء.[28]
- القانون الإطار رقم 17-51 المتعلق بمنظومة التربية والتكوين والبحث العلمي.[29]